# Pfarrkirche Strasshof an der Nordbahn

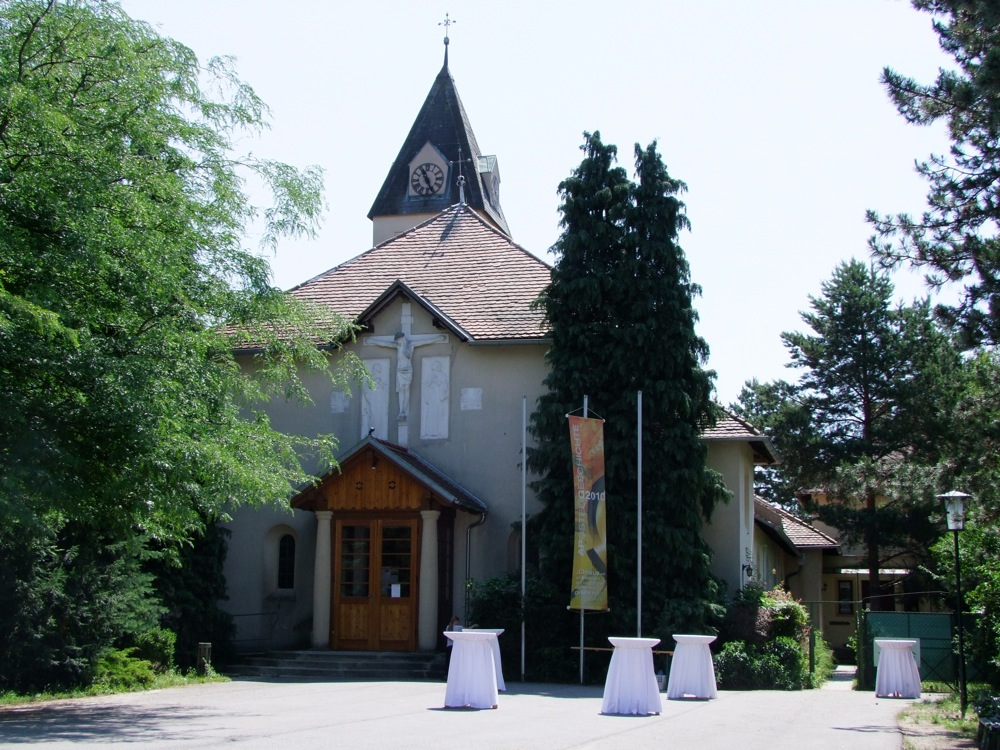
Kath. Pfarrkirche hl. Antonius von Padua in Strasshof an der Nordbahn

Die römisch-katholische Pfarrkirche Strasshof an der Nordbahn steht im Ortszentrum von Strasshof im Bezirk Gänserndorf in Niederösterreich. Sie ist dem heiligen Antonius geweiht und gehört zum Dekanat Gänserndorf im Vikariat Unter dem Manhartsberg der Erzdiözese Wien. Das Bauwerk steht unter Denkmalschutz.

## Geschichte
Die Kirche wurde in den Jahren 1923 bis 1925 von August Kirstein errichtet und 1939 zur Pfarrkirche erhoben. 1988 wurde der Altarraum der Kirche umgestaltet. 2018 erfolgte eine Innenrenovierung.

## Kirchenbau
Kirchenäußeres
Die Kirche ist ein niedriger, schlichter Bau mit hohem, campanileartigem Kirchturm im Norden der Kirche. Das Glockengeschoß wurde bewusst akzentuiert. Zwischen den gekuppelten Rundbogenfenster sind Säulen.
Kircheninneres
Das Langhaus weist eine flache Holzdecke auf. Der Chor ist etwas schmäler als das Langhaus.

## Ausstattung
Die Ausstattung stammt aus der Bauzeit. Der Hochaltar ist schlicht gehalten. Der Tabernakel wird von adorierenden Engeln flankiert. Darüber befindet sich ein Glasfenster mit einem Bild des heiligen Antonius aus dem Jahr 1926.